# Włodzimierz Sokorski

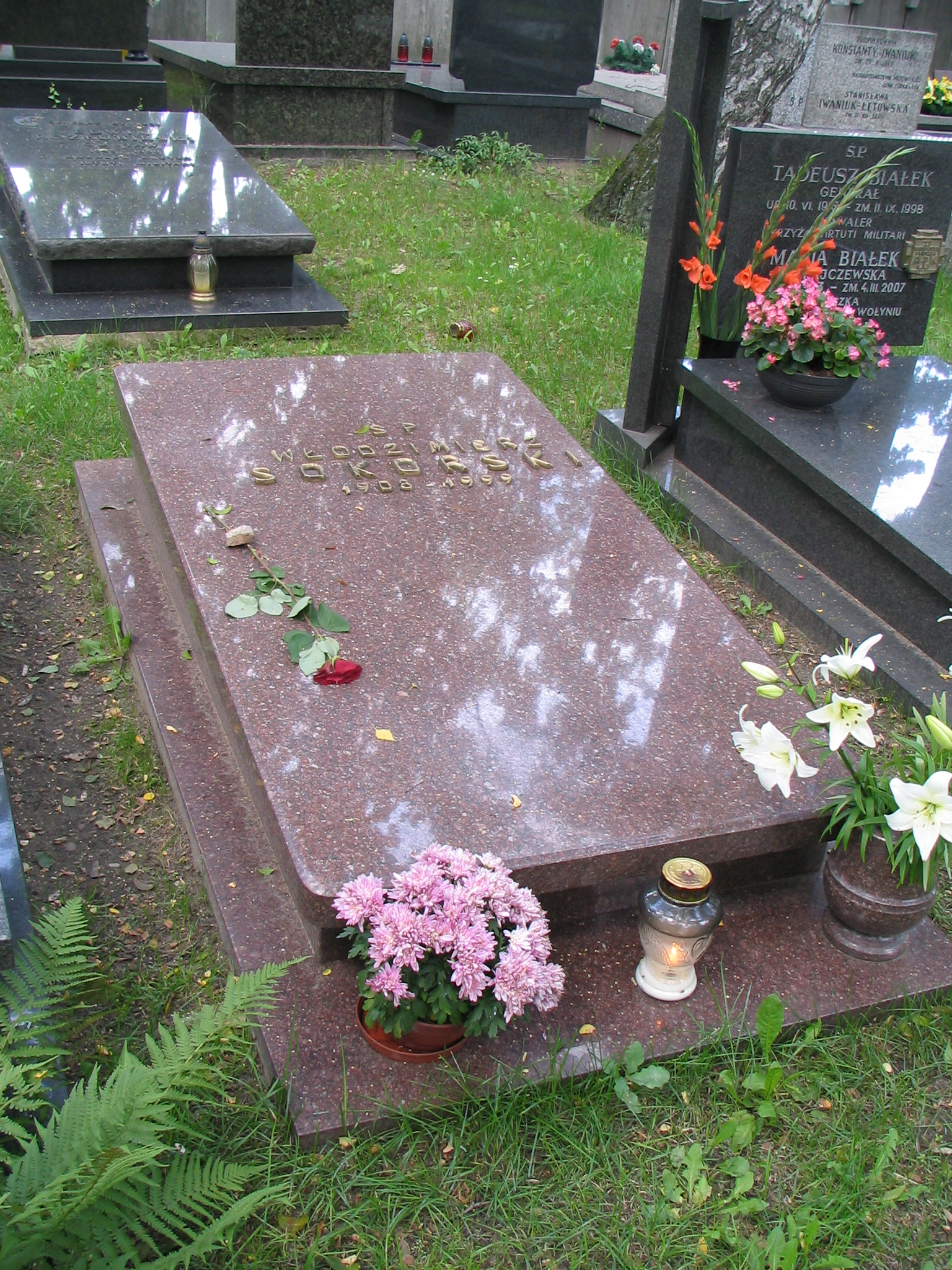
Grób Włodzimierza Sokorskiego na Cmentarzu Wojskowym na Powązkach w Warszawie, 23 lipca 2008

Włodzimierz Sokorski, ps. „Andrzej Sokora” (ur. 19 czerwca?/2 lipca 1908 w Aleksandrowsku, zm. 2 maja 1999 w Warszawie) – polski wojskowy, generał brygady Wojska Polskiego, pisarz, dziennikarz, publicysta i polityk. Minister kultury i sztuki (1952–1956), przewodniczący Komitetu ds. Radia i Telewizji (1956–1972), zastępca członka Komitetu Centralnego PZPR; poseł do Krajowej Rady Narodowej, na Sejm Ustawodawczy oraz na Sejm PRL I, IV, V i VI kadencji; prezes Zarządu Głównego Związku Bojowników o Wolność i Demokrację (1980–1983). Budowniczy Polski Ludowej.

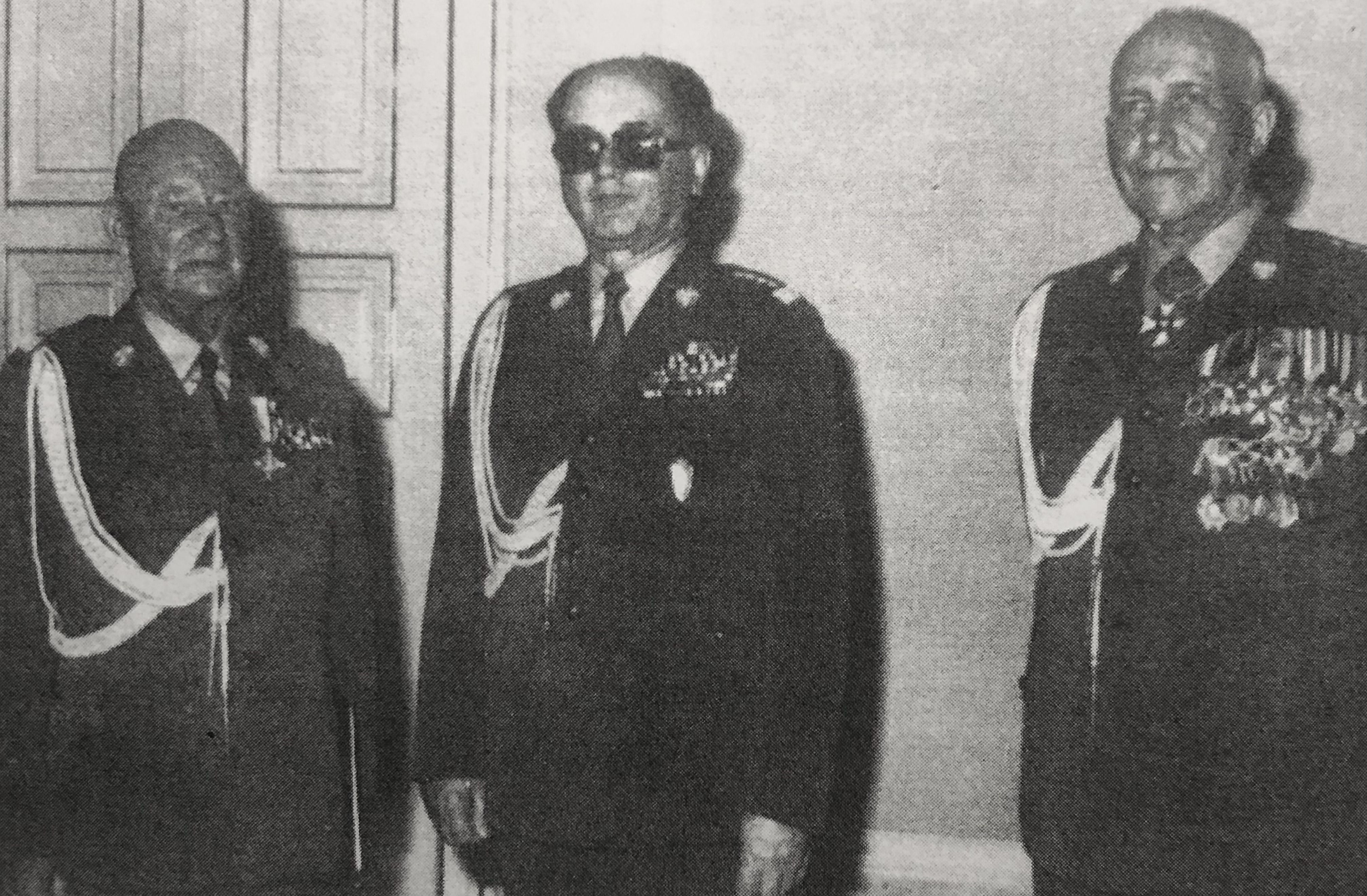
Generałowie Włodzimierz Sokorski, Wojciech Jaruzelski i Zygmunt Huszcza w Belwederze, październik 1988

## Życiorys
Syn nauczyciela Michała i Katarzyny Poleskiej Szczypiłło. Okres I wojny światowej spędził w domu dziadka koło Jałty. W latach 1924–1926 uczeń Gimnazjum im. Tadeusza Kościuszki w Łomży.
Od 1924 do 1927 należał do Komunistycznego Związku Młodzieży Polski. Od 1927 do 1938 był członkiem Komunistycznej Partii Polski (w latach 1929–1931 sekretarz generalny tej partii). W latach 1928–1931 działał jednocześnie w Polskiej Partii Socjalistycznej – Lewicy (na I zjeździe tej partii w 1929 wraz z Władysławem Gomułką wchodził w skład Komisji Programowej oraz został członkiem Komitetu Centralnego). W latach 1931–1935 więziony za działalność polityczną w więzieniach w Łodzi, we Wronkach i w Białymstoku; w 1934 za protest przeciw odebraniu więźniom cywilnej odzieży był karany karcerem, a za ogłoszenie głodówki został pobity przez strażników. Ukończył studia na Wydziale Filozoficznym Uniwersytetu Warszawskiego. W 1936 pod pseudonimem Andrzej Sokora opublikował powieść Rozdarty bruk.
Uczestnik wojny obronnej w 1939, podczas II wojny światowej przebywał w Związku Radzieckim. W latach 1939–1941 pracował w Kolejach Państwowych ZSRR w Kowlu, a po ataku Niemiec na Związek Radziecki wcielony do Korpusu Ochrony Kolei, w którym służył początkowo w Charkowie, a w 1942 w Stalingradzie. Uzyskał stopień majora. Działacz ruchu związkowego w Kujbyszewie i Tbilisi. W latach 1943–1944 był współorganizatorem Związku Patriotów Polskich. Po sformowaniu Polskich Sił Zbrojnych w ZSRR, był zastępcą dowódcy do spraw polityczno-wychowawczych 1 Dywizji Piechoty im. Tadeusza Kościuszki, następnie 1 Korpusu Polskich Sił Zbrojnych w ZSRR. Usunięty z tej funkcji po stworzeniu (wraz z Jakubem Prawinem) dokumentu programowego „O co walczymy” znanego jako „Tezy nr 1”, zakładającego wprowadzenie po wojnie w Polsce systemu tzw. demokracji zorganizowanej. Zakładał on przejęcie rządów w kraju przez armię polską tworzoną w Związku Radzieckim z pominięciem partii komunistycznej. Widział także możliwość korekt na korzyść Polski linii Curzona. Poglądy swoje prezentował na łamach prasy 1 Korpusu oraz na odprawach jego oficerów. Uczestnik bitwy pod Lenino.
W latach 1941–1945 należał do Wszechzwiązkowej Komunistycznej Partii (bolszewików), a od 1943 jednocześnie do Polskiej Partii Robotniczej, z którą w 1948 przystąpił do Polskiej Zjednoczonej Partii Robotniczej (był delegatem na sześć pierwszych jej zjazdów). Pełnił mandat poselski do Krajowej Rady Narodowej, na Sejm Ustawodawczy i na Sejm PRL I, IV, V i VI kadencji (kolejno z okręgów: Łomża, Chorzów, Kielce i Radzyń Podlaski). Od 1948 do 1975 był zastępcą członka Komitetu Centralnego PZPR. W latach 1945–1948 był sekretarzem Komisji Centralnej Związków Zawodowych.
Od 21 listopada 1952 do 19 kwietnia 1956 był ministrem kultury i sztuki (wcześniej, od marca 1948 do listopada 1952, podsekretarzem stanu w tym resorcie), jednym z głównych promotorów tzw. realizmu socjalistycznego (socrealizmu). W listopadzie 1953 telewizja wyemitowała pierwsze przedstawienie Teatru Telewizji.
W latach 1956–1960 był przewodniczącym Komitetu do Spraw Radiofonii „Polskie Radio”, od 1960 do 1973 Komitetu do Spraw Radia i Telewizji „Polskie Radio i Telewizja”. Do współpracy w radiu i telewizji udało mu się pozyskać wielu ludzi kultury i sztuki, między innymi Stanisława Grochowiaka, Adama Hanuszkiewicza, Jerzego Antczaka, Jerzego Wasowskiego i Jeremiego Przyborę, Jerzego Janickiego i Olgę Lipińską. Z jego inicjatywy Karol Małcużyński stworzył Monitor, Irena Dziedzic Tele-Echo, a w radiu rozpoczęto nadawanie audycji Popołudnie z młodością.
Od 1966 do 1990 był redaktorem naczelnym „Miesięcznika Literackiego”. Był długoletnim członkiem Komitetu Redakcyjnego kwartalnika KC PZPR „Z Pola Walki”, w którym publikowano artykuły na temat historii polskiego oraz międzynarodowego ruchu robotniczego i komunistycznego.
Od 1958 był członkiem Zarządu Głównego Towarzystwa Przyjaźni Polsko-Chińskiej, a także członkiem Polskiego Komitetu ds. UNESCO. Wieloletni członek Rady Naczelnej i Zarządu Głównego Związku Bojowników o Wolność i Demokrację. Od 1969 był członkiem prezydium, a w latach 1980–1983 prezesem ZG ZBoWiD. W latach 80. też członkiem Narodowej Rady Kultury, członkiem Komisji Ideologicznej KC PZPR oraz przewodniczącym Komitetu Budowy Pomnika Kościuszkowców w Warszawie. W październiku 1988, z okazji 70-lecia Niepodległości oraz 45-lecia ludowego Wojska Polskiego, został awansowany uchwałą Rady Państwa do stopnia generała brygady w stanie spoczynku. Nominację wręczył mu w Belwederze I sekretarz KC PZPR, przewodniczący Rady Państwa PRL, gen. armii Wojciech Jaruzelski.  28 listopada 1988 wszedł w skład Honorowego Komitetu Obchodów 40-lecia Kongresu Zjednoczeniowego PPR – PPS – powstania PZPR, któremu przewodniczył I sekretarz KC PZPR. W latach 1988–1990 członek Rady Ochrony Pamięci Walk i Męczeństwa. W lutym 1989 wszedł w skład działającej przy tej Radzie Komisji do spraw Upamiętnienia Ofiar Represji Okresu Stalinowskiego.
12 października 1988 otrzymał Nagrodę Specjalną Ministra Obrony Narodowej, gen. armii Floriana Siwickiego, za całokształt twórczości literackiej.
Szeroko znany z wesołego cynizmu, umiłowania uciech życia i skłonności do silnego ubarwiania swoich opowieści. Był niejednoznaczną i kontrowersyjną postacią wśród kręgów władzy partyjnej. Pomimo promowania socrealizmu i linii partii komunistycznej, podkreśla się, że jako minister kultury i sztuki zarazem ratował przed represjami część pisarzy i ludzi kultury. Z drugiej strony, Andrzej Wajda działania Włodzimierza Sokorskiego jako ministra kultury określił „hańbą dla polskiej kultury”.
W 1954, kiedy Włodzimierz Sokorski był ministrem kultury, Andrzej Wajda uzyskał państwowe fundusze na realizację filmu Pokolenie. Film ten rozpoczął karierę reżysera Andrzeja Wajdy.
Pochowany na cmentarzu Powązki Wojskowe w Warszawie (kwatera D6-2-41).

## Życie prywatne
Był czterokrotnie żonaty, miał trzy córki i syna. Jego pierwszą żoną była Maryna Świecka, kolejnymi Halina z domu Snarska, aktorka Barbara Klimkiewicz (która w słuchowisku „Matysiakowie” przez kilka lat kreowała rolę Elżbiety Matysiakowej, pierwszej żony Gienka Matysiaka) i Wiesława Izabella Fedorońko.

## Twórczość
Włodzimierz Sokorski był autorem m.in. następujących książek:
- Sprawy ruchu zawodowego, 1947;
- Dziennik podróży dwa miesiące w Chinach, 1954;
- Grubą kreską: dialogi o sztuce, moralności i socjalizmie, 1954;
- Współczesność i młodzież, 1963;
- Współczesna kultura masowa: szkice, 1967;
- Kultura i polityka – szkice i artykuły, 1970;
- Polacy spod Lenino, 1971;
- Notatki, 1975;
- Piotr, 1976;
- Ludzie i sprawy, 1977;
- Polskie refleksje, 1977;
- Kroki, 1978;
- Leon Schiller, 1978;
- Xawery Dunikowski, 1978;
- Czas, który nie mija, 1980;
- Mikołaj, 1980;
- Refleksje o kulturze: literatura i sztuka trzydziestopięciolecia, 1980;
- Tamte lata, 1980;
- Zostać sobą, 1982;
- Nie można powtórzyć, 1984;
- Zostać sobą, 1987;
- Skazani na siebie, 1988;
- Znaki zapytania, 1988;
- Nic nie jest proste, 1989;
- Uwikłania, 1990;
- Wspomnienia, 1990;
- Romans z komuną, 1991.

## Odznaczenia i nagrody (wybrane)
- Order Budowniczych Polski Ludowej (1979)[21]
- Krzyż Złoty Orderu Wojennego Virtuti Militari
- Krzyż Srebrny Orderu Wojennego Virtuti Militari
- Order Sztandaru Pracy I klasy
- Krzyż Komandorski z Gwiazdą Orderu Odrodzenia Polski (1964)[22]
- Krzyż Komandorski Orderu Odrodzenia Polski (1949)[23]
- Krzyż Kawalerski Orderu Odrodzenia Polski (1946)[24]
- Medal „Za udział w walkach w obronie władzy ludowej” (1986)[25]
- Medal za Odrę, Nysę, Bałtyk
- Złoty Medal „Za zasługi dla obronności kraju”
- Krzyż Bitwy pod Lenino (1988)[26]
- Medal 40-lecia Polski Ludowej
- Medal 30-lecia Polski Ludowej
- Medal 10-lecia Polski Ludowej
- Odznaka tytułu honorowego „Zasłużony dla Kultury Narodowej” (1989)[27]
- Medal im. Ludwika Waryńskiego (1986)[28]
- Odznaka „Za Zasługi dla ZBoWiD”
- Odznaka 1000-lecia Państwa Polskiego (1966)[29]
- Złota Odznaka Honorowa Towarzystwa Przyjaźni Polsko-Radzieckiej (1968)[30]
- Odznaka honorowa Robotniczej Spółdzielni Wydawniczej „Prasa-Książka-Ruch” (1986)[31]
- Odznaka honorowa Stowarzyszenia Dziennikarzy PRL (1986)[31]
- Odznaka Kościuszkowska
- Wpis do „Honorowej Księgi Czynów Żołnierskich” (1985)
- Złota odznaka honorowa „Za Zasługi dla Warszawy” (1979)[32]
- Złota Odznaka „Za pracę społeczną dla miasta Krakowa” (1968)[33]
- Pamiątkowy Medal z okazji 40. rocznicy powstania Krajowej Rady Narodowej (1983)[34]
- Odznaka „Za zasługi dla rozwoju prasy polskiej i Stowarzyszenia Dziennikarzy Polskich” (1974)[35]
- Medal pamiątkowy „40-lecia PZPR” (1988)[36]
- Nagroda im. Bolesława Prusa I stopnia Stowarzyszenia Dziennikarzy Polskich (1979) – za całokształt publicystki w okresie 35-lecia Polski Ludowej[37]
- Nagroda indywidualna RSW „Prasa-Książka-Ruch” (1984)[38]
- Tytuł honorowego obywatela miasta Łomży (1982)[39]
- Złoty Medal „Za zasługi w rozwoju przyjaźni i współpracy z CSRS” (Czechosłowacja, 1966)[40]
- Order Lenina (Związek Radziecki)
- Medal „Za zwycięstwo nad Niemcami w Wielkiej Wojnie Ojczyźnianej 1941–1945” (Związek Radziecki)
- Medal jubileuszowy „Dwudziestolecia zwycięstwa w Wielkiej Wojnie Ojczyźnianej 1941–1945” (Związek Radziecki)
- Medal jubileuszowy „Trzydziestolecia zwycięstwa w Wielkiej Wojnie Ojczyźnianej 1941–1945” (Związek Radziecki)
- Medal jubileuszowy „Czterdziestolecia zwycięstwa w Wielkiej Wojnie Ojczyźnianej 1941–1945” (Związek Radziecki, 1985)[41]
- i inne